# Doulou (rivière)
Pour les articles homonymes, voir Doulou.
 (juin 2017).
Le Doulou est une rivière française du Massif central qui coule dans le département de la Lozère, en ancienne région Languedoc-Roussillon, donc en nouvelle région Occitanie. C'est un affluent du Lot en rive droite, donc un sous-affluent de la Garonne.

## Géographie
Le Doulou naît vers 1 350 m d'altitude sur le rebord sud du massif de l'Aubrac en Lozère, au niveau du col de Bonnecombe commune Les Salces. Dès sa naissance, il se dirige vers le sud, direction qu'il maintient tout au long de son parcours torrentiel. Après 19,2 kilomètres, il se jette dans le Lot en rive droite sur le territoire de la commune de Banassac.

### Départements et communes traversées
Le Doulou traverse ou longe les communes suivantes, toutes situées dans le département de la Lozère :
- Les Salces, Les Hermaux, Trélans, Saint-Germain-du-Teil, Saint-Pierre-de-Nogaret, Canilhac, Banassac.

## Principaux affluents
- Ruisseau du Pesquio : 3,7 km
- Ruisseau de l'Hermet : 3,5 km
- Ruisseau de Caldeyrac : 7 km
- La Barthe : 7,3 km
- Le Doulounet : 11,5 km

## Hydrologie
Le Doulou est une rivière abondante, comme la plupart des cours d'eau issus des hauteurs bien arrosées de l'Aubrac.

### Le Doulou à Saint-Pierre-de-Nogaret
Son débit a été observé durant une période de 30 ans (1979-2008), à Saint-Pierre-de-Nogaret, localité du département de la Lozère située au niveau de son confluent avec le Lot. Le bassin versant de la rivière y est de 80 km2, soit la totalité de ce dernier.
Le module de la rivière à Saint-Pierre-de-Nogaret est de 2,01 m3/s.
Le Doulou présente des fluctuations saisonnières de débit importantes, avec des hautes eaux d'hiver-début de printemps portant le débit mensuel moyen à un niveau situé entre 3,17 et 3,94 m3/s, de décembre à mars inclus (avec deux maxima : le premier, le plus important, en décembre, et le second en mars, lié à la fonte des neiges). À partir du mois d'avril, le débit baisse progressivement jusqu'aux basses eaux d'été, lesquelles se déroulent de juillet à septembre inclus et s'accompagnent d'une baisse du débit moyen mensuel allant jusqu'à 0,321 m3/s au mois de septembre.

### Étiage ou basses eaux
À l'étiage, le VCN3 peut chuter jusque 0,049 m3/s, en cas de période quinquennale sèche, soit 49 litres/s, ce qui peut être considéré comme sévère.

### Crues
Les crues peuvent être très importantes, surtout compte tenu de l'exiguïté du bassin de la rivière. Ainsi les QIX 2 et QIX 5 valent respectivement 37 et 68 m3/s. Le QIX 10 est de 89 m3/s, le QIX 20 est de 110 m3/s, tandis que le QIX 50 n'a pas été calculé mais devrait atteindre 125 à 130 m3/s.
Le débit instantané maximal enregistré à Saint-Pierre-de-Nogaret durant la période d'observation, a été de 276 m3/s le 3 décembre 2003, tandis que la valeur journalière maximale était de 105 m3/s le même jour. En comparant la première de ces valeurs à l'échelle des QIX de la rivière, il apparaît que cette crue était largement supérieure à la crue vicennale définie par le QIX 20, et tout à fait exceptionnelle.

### Lame d'eau et débit spécifique
Le Doulou est une rivière très abondante. La lame d'eau écoulée dans son bassin versant est de 795 millimètres annuellement, ce qui est nettement supérieur à la moyenne d'ensemble de la France tous bassins confondus (320 millimètres par an), et aussi à la moyenne du bassin de la Garonne (384 millimètres par an), ainsi qu'à celle du bassin du Lot (446 millimètres par an). Le débit spécifique (ou Qsp) de la rivière atteint 25,1 litres par seconde et par kilomètre carré de bassin.